# Chabanais
Chabanais – miejscowość i gmina we Francji, w regionie Nowa Akwitania, w departamencie Charente.
Według danych na rok 1990 gminę zamieszkiwało 2107 osób, a gęstość zaludnienia wynosiła 140 osób/km² (wśród 1467 gmin regionu Poitou-Charentes Chabanais plasuje się na 135. miejscu pod względem liczby ludności, natomiast pod względem powierzchni na miejscu 579.).